# (33868) 2000 JF29
2000 JF29 (asteroide 33868) é um asteroide da cintura principal. Possui uma excentricidade de 0.17864820 e uma inclinação de 4.06707º.
Este asteroide foi descoberto no dia 7 de maio de 2000 por LINEAR em Socorro.